# Tuổi trẻ và Tổ quốc
Tuổi trẻ và Tổ quốc là một cuộc thi truyền hình cho thanh niên được phối hợp sản xuất giữa Ban Thanh thiếu niên VTV6 – Đài Truyền hình Việt Nam và ANTV - Truyền hình Công an Nhân dân. Chương trình ra mắt số đầu tiên lúc 19h50 thứ sáu, ngày 13/1/2012 trên kênh VTV6.
Đối tượng chương trình hướng đến là các bạn trẻ có ý tưởng hoặc các dự án vì cộng đồng.

## Giới thiệu
Chương trình là nơi tụ họp của những ý tưởng đóng góp cho cộng đồng, cổ vũ những người trẻ phát triển phẩm chất lãnh đạo. Tuổi trẻ và Tổ quốc đã thu hút sự tham gia của 28 nhà lãnh đạo trẻ cùng 28 dự án thuộc 8 hạng mục, đã cho những nét phác họa phản ánh bức tranh toàn cảnh về đất nước Việt Nam ngày nay cùng chân dung của những con người trẻ đang chung tay góp sức xây dựng Tổ quốc.

### Các dự án tham gia
| STT | Hạng mục        | Lãnh đạo            | Dự án                                                                  |
| --- | --------------- | ------------------- | ---------------------------------------------------------------------- |
| 1   | Văn hóa         | Trần Thúy Hằng      | My Hà Nội (Việt Nam - ký ức qua những hình ảnh)                        |
| 2   | -               | Đoàn Tuấn Linh      | Rhapsody Philharmonic (Âm nhạc là để thay đổi)                         |
| 3   | -               | Trần Nhật Trọng     | Bảo tồn văn hóa dân gian (phát triển ý thức cộng đồng cho trẻ em)      |
| 4   | Môi trường      | Hoàng Đức Minh      | RAECP - Tôi ghét nylon                                                 |
| 5   | -               | Phạm Hoàng Diễm     | Blog radio môi trường                                                  |
| 6   | -               | Đoàn Việt Tiến      | Túi tái chế vì môi trường                                              |
| 7   | Từ thiện        | Nguyễn Tuấn Khởi    | Vườn rau sạch vì cộng đồng                                             |
| 8   | -               | Đào Thị Quỳnh Trang | Tăng cường tiếp cận nước sạch tới người dân miền núi                   |
| 9   | -               | La Thị Hoàn         | Chung tay tiếp sức cho bệnh nhân nghèo                                 |
| 10  | -               | Trần Chánh Tín      | Tiếp sức cho trẻ em đến trường                                         |
| 11  | -               | Dương Thị Nhàn      | Thiệp nhân ái                                                          |
| 12  | -               | Cao Ngọc Thiên Trúc | Vì ta là đồng bào                                                      |
| 13  | Kinh tế         | Nguyễn Quang Huy    | Dự án S&M - Phát triển sản xuất muối và cây bần vùng Cần Giờ           |
| 14  | -               | Tòng Thị Lan        | Arabica Sơn La – Giá trị của những hạt café hàng đầu                   |
| 15  | -               | Nguyễn Ngọc Giao    | Brownee - Phát triển trồng Cà phê Tây Nguyên                           |
| 16  | Kinh tế         | Tăng Thị Duyên Hồng | Marine Gift (Quà tặng của biển)                                        |
| 17  | -               | Phạm Thị Thùy Linh  | Liquid fish - Chế biến phân bón từ phụ phẩm cá                         |
| 18  | -               | Lò Văn Chỉnh        | Phát triển cây chít trên vùng cao                                      |
| 19  | Quyền con người | Vũ Tuấn Anh         | Tăng cường liêm chính trong thanh niên, hướng tới một xã hội minh bạch |
| 20  | -               | Nguyễn Thanh Tùng   | Một ngày cùng Thủ tướng                                                |
| 21  | -               | Huỳnh Minh Thảo     | dự án Taoxanh.net                                                      |
| 22  | Giáo dục        | Nguyễn Thanh Tuyền  | Faster - hãy để trẻ em vui chơi                                        |
| 24  | -               | Nguyễn Quang Vinh   | Mô hình phát triển giáo dục mầm non OQ                                 |
| 25  | -               | Lê Minh Công        | Mô hình hỗ trợ thanh thiếu niên nghiện Internet                        |

### Giải thưởng
Ban tổ chức sẽ thực hiện sơ loại chọn 30 thí sinh/ dự án. Cuộc thi bao gồm 4 vòng thi chính:
| Vòng thi                     | Tỉ lệ chọn |
| ---------------------------- | ---------- |
| Vòng Đối chất                | 10/24      |
| Vòng game show               | 2/10       |
| Vòng thi Trải nghiệm thực tế | 2/2        |
| Vòng chung kết               | 1/2        |

Ban giám khảo và khán giả sẽ bầu chọn ra các thí sinh/dự án xuất sắc nhất bước vào vòng trong; Cuối cùng sẽ có 2 bạn trẻ thi tài trong trận chung kết để chọn ra người đoạt danh hiệu "Hiệp sĩ vì Cộng đồng" cùng giải thưởng 100 triệu đồng.
Đêm chung kết và lễ trao giải thưởng được phát sóng trực tiếp trên kênh VTV6 tối 07/10/2012.

## Nội dung
Chương trình được thiết kế là sự kết hợp các định dạng của trò chơi truyền hình, truyền hình thực tế và phóng sự truyền hình thực tế.
Trò chơi truyền hình (Game show)
- Số 1, 2, 3: Vòng sơ loại tại miền Bắc, Trung, Nam
- Số 4, 5, 6, 7, 8, 9: Đấu loại trực tiếp và tính điểm chọn ra 6 đội có số điểm cao nhất.
- Số 10, 11, 12: Đấu loại trực tiếp và tính điểm chọn ra 3 đội có số điểm cao nhất.
- Số 13: Truyền hình thực tế: huấn luyện, giao 3 máy quay cho 3 đội tiếp tục trở về thực hiện dự án.

Phóng sự thực tế
Các số 14, 15, 16, 17, 18, 19, 20, 21, 22, 23, 24, 25: Cập nhật sự tiến triển của 3 dự án thông qua các clip đồng hành của các dự án gửi về.
Truyền hình thực tế (Reality show)
- Số 26: Xem lại quá trình thực hiện dự án và những thử thách trước.
- Số 27: 3 đội thi thiết kế Poster
- Số 28: 3 đội gặp nhà chức trách thuyết phục tham gia dự án
- Số 29, 30, 31: 3 đội mời ngôi sao cùng tham dự dự án.
- Số 32, 33,34: 3 đội tổ chức 3 sự kiện để vận động xã hội
- Số 35: 3 đội làm 3 TVC phóng sự để đưa lên internet.
- Số 36: thi kỹ năng, cộng điểm từ đầu mùa, loại 1 đội.
- Số 37: Chung kết giữa 2 đội, tìm ra đội vô địch. Tại đêm chung kết, có lãnh đạo Bộ chủ quản nhận đỡ đầu để dự án thành hiện thực.

Tuổi trẻ & Tổ quốc được kết hợp với các phương tiện truyền thông hiện đại như website báo chí, mạng xã hội, mạng chia sẻ video… Có thể tương tác với chương trình theo 4 hình thức như: 
- bầu chọn cho thí sinh bằng cách gửi tin nhắn đến tổng đài,
- cập nhật các thông tin từ hậu trường qua Facebook Tuổi trẻ và Tổ quốc,
- theo dõi diễn biến của cuộc thi trên trang Youtube.com
- và website của chương trình http://tuoitrevatoquoc.com Lưu trữ ngày 30 tháng 5 năm 2012 tại Wayback Machine.

## Thành viên ban giám khảo và người dẫn chương trình
Đồng hành với các vòng thi, có:
- Nhà báo Tạ Bích Loan (trưởng ban),
- Thạc sĩ Nguyễn Thị Bích Tâm, Phó giám đốc Trung tâm nâng cao năng lực cộng đồng (CECEM)
- Ca sĩ Mỹ Linh.
- Thạc sĩ Nguyễn Hữu Thái Hòa, Giám đốc chiến lược tập đoàn FPT
- MC Huỳnh Ngọc Linh

## Đơn vị thực hiện
1. Ban Thanh thiếu niên VTV6 - Đài truyền hình Việt Nam
2. Tổng cục xây dựng lực lượng Bộ Công an